# Sotina
Sotina je naselje v Občini Rogašovci. 
V Sotini se nahaja najvišji vrh Goričkega in s tem vsega Prekmurja – Sotinski breg (418 mnm).

## Prireditve
- Leta 1953 Borovo gostüvanje.
- Vsako leto je na Sotinskem bregu tradicionalna peka vola na žaru.